# Oosterbierumervaart
De Oosterbierumervaart (Fries en officieel:  Easterbierrumer Feart) is een kanaal in de Nederlandse provincie Friesland. 
De Oosterbierumervaart begint bij de Tzummarumervaart in het dorp Tzummarum en loopt in westelijke richting langs de provinciale weg 393 door Klooster-Lidlum naar Oosterbierum. Het kanaal in de gemeente Waadhoeke heeft een lengte van 1,3 kilometer. 